# 纪平梨花
纪平梨花（日语：／ Kihira Rika，2002年7月21日—）生于兵库县西宫市，是一名日本女子花样滑冰运动员。她第一次接触滑冰是在3岁的时候，当时她随母亲和姐姐一同来到滑冰场，5岁时，她开始练习滑冰。她在2016–17赛季首度在青少年花样滑冰大奖赛中亮相。2018年，她进入通信制高中N高等学校就读。之后她在2018–19赛季完成自己的成年组首秀，她在该赛季大獎賽的NHK杯、法国赛以及总决赛和四大洲錦標賽均夺得冠军，成为2022年北京冬奥周期日本花滑界最受期待的女选手。

## 特点
纪平能够掌握包括阿克塞尔跳在内的六种三周跳。她是世界上首位成功挑战阿克塞尔三周跳接后外点冰三周跳的女子选手。另外，她还曾在练习中成功完成过后外点冰四周跳和后内四周跳。
纪平刚开始参加青年组国际比赛时，她的教练滨田美荣曾评价她气势不足，她自己也曾在比赛后称自己很紧张，有时会在意摄影機发出的声音。一年之后，她在心态上有所改善，成绩也有明显提高。